# Българо-турска спогодба (1886)
Българо-турската спогодба от 20 януари 1886 урежда статута на Източна Румелия след обединението ѝ с Княжество България.

## Предистория
Веднага след Съединението в началото на септември 1885 османското правителство струпва войски по границата с Източна Румелия и окупира Кърджали и Тъмръш. По съвета на част от министрите си и на Великите сили обаче султан Абдул Хамид II се въздържа от военна намеса в пловдивските събития. Усилията на турската дипломация да издейства възстановяване на стария статут на Източна Румелия чрез колективен натиск върху България от страна на Великите сили се провалят в края на октомври и началото на ноември, поради съпротивата на Великобритания и победата на българите в Сръбско-българската война. Опитът за изпращане на султански комисар в Пловдив в края на ноември е провален от енергичната съпротива на местните власти и с демонстрации на южнобългарското население. По британска инициатива през втората половина на декември комисарят по вакъфите Гадбан ефенди предлага на правителството в София споразумение, с което османското правителство допуска обединението на Северна и Южна България в замяна на военно-политическо обвързване на Княжеството.

## Ревизия
Условията на българо-турската спогодба са ревизирани от Великите сили с Топханенския акт, който отменя военните договорености и прави евентуални промени в управлението на Източна Румелия зависими от колективното съгласие на Русия, Австро-Унгария, Германия, Великобритания, Франция и Италия.